# Arthezé
 Arthezé  es una población y comuna francesa, situada en la región de Países del Loira, departamento de Sarthe, en el distrito de La Flèche y cantón de Malicorne-sur-Sarthe.

## Demografía
| 504 | 502 | 521 | 455 | 462 | 460 | 481 | 468 | 456 | 450 | 444 | 434 | 414 | 406 | 406 | 400 | 363 | 373 | 357 | 357 | 314 | 327 | 324 | 315 | 307 | 310 | 308 | 300 | 284 | 286 | 281 | 292 | 354 |
| Para los censos de 1962 a 1999 la población legal corresponde a la población sin duplicidades (Fuente: INSEE [Consultar]) |     |     |     |     |     |     |     |     |     |     |     |     |     |     |     |     |     |     |     |     |     |     |     |     |     |     |     |     |     |     |     |     |